# Kalbsbries

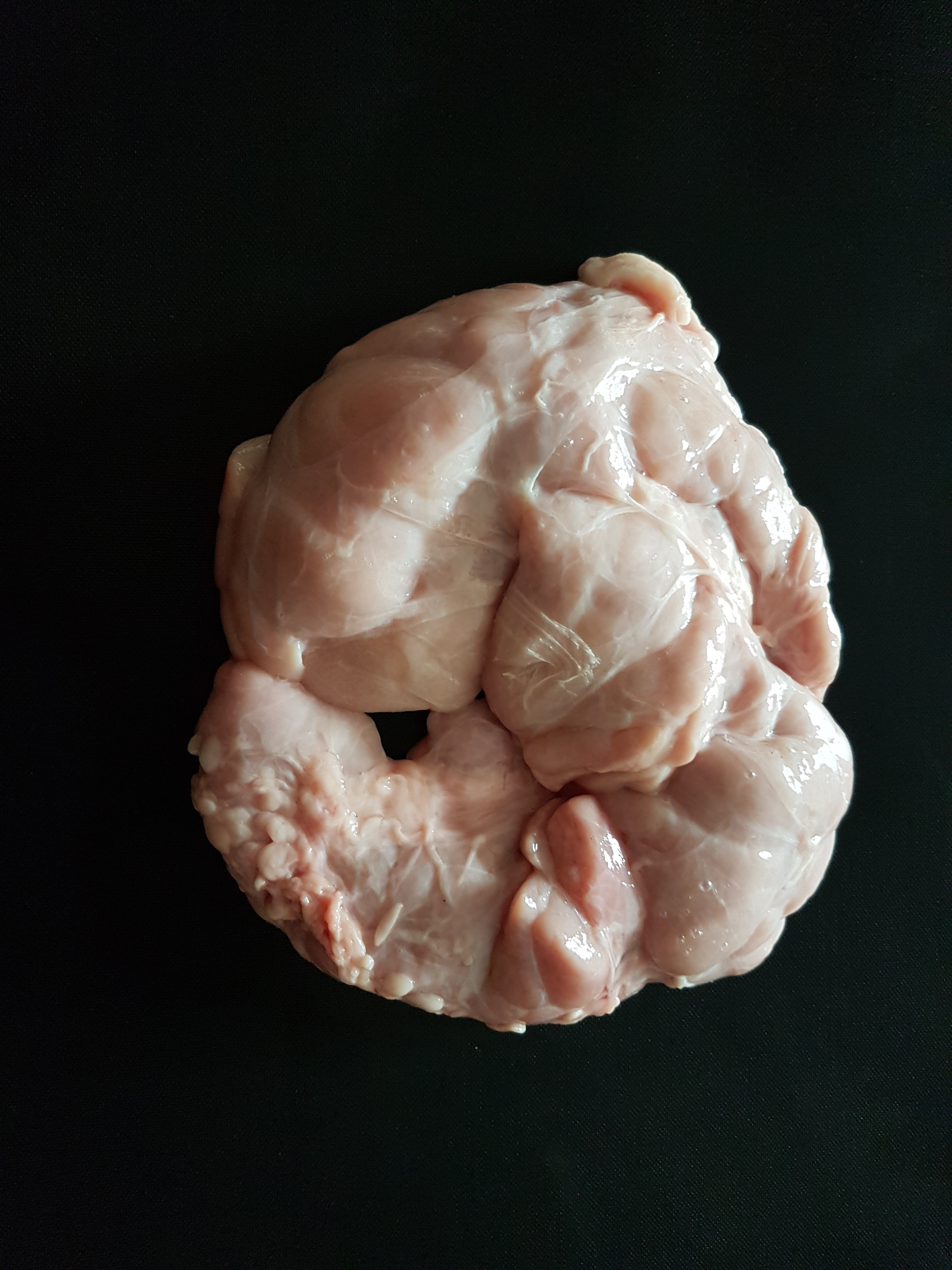
Kalbsbries, roh

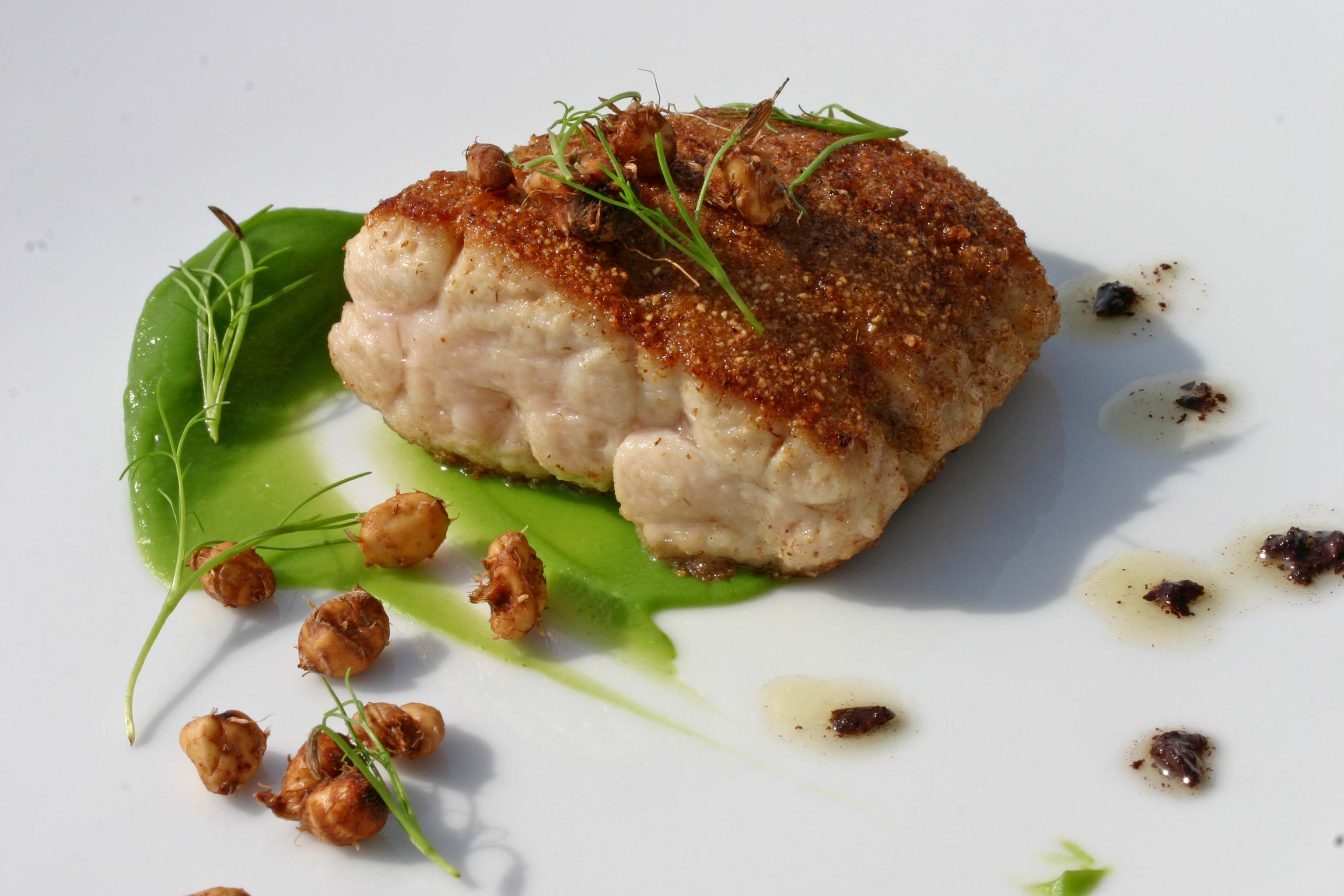
Gebackenes Kalbsbries

Kalbsbries, Kalbsmilch, Kalbssog, schweizerisch Milke, Midder oder Schweser wird küchensprachlich der Thymus des Kalbs genannt. Bei ausgewachsenen Tieren bildet sich das der Ausbildung der Immunabwehr dienende Organ zurück.

## Verwendung
Das im vorderen Bereich der Brust sitzende, etwa 250 bis 300 Gramm schwere, fast weiße Gewebe gehört wegen seiner Zartheit und des feinen Geschmacks zu den am meisten geschätzten Innereien.
Kalbsbries hat eine an Hirn erinnernde, aber etwas festere Struktur und ist reich an Kalium und Vitamin C sowie Purinen.
Zur Vorbereitung wird das Kalbsbries gewässert, heiß überbrüht und von Häutchen, Knorpeln und blutigen Stellen befreit. Danach lässt man es unter leichtem Druck (beispielsweise durch ein beschwertes Küchenbrett) auskühlen, was späteres Zusammenziehen verhindert. Üblich ist auch, das Bries vor der Weiterverarbeitung in Salzwasser etwa 20 Minuten bei schwacher Hitze ziehen zu lassen.
Kalbsbries kann auf viele Arten zubereitet werden: Je nach Rezept wird es gekocht, gedünstet, geschmort, in Scheiben gebraten, gegrillt oder gebacken. Es ist auch Bestandteil klassischer Ragouts wie zum Beispiel Ragout fin. Ebenso ist es Bestandteil des Kalbsbries Rumohr.
Da Kalbsbries viel Purin (500–600 mg auf 100 g, entspricht 1200–1500 mg Harnsäure) enthält, sollte es bei Hyperurikämie und Gicht im Rahmen einer kohlenhydratreichen Ernährung gemieden werden.